# Campodorus gracilipes
Campodorus gracilipes är en stekelart som först beskrevs av Holmgren 1857.  Campodorus gracilipes ingår i släktet Campodorus och familjen brokparasitsteklar. Arten är reproducerande i Sverige. Inga underarter finns listade.